# Kanalfläche

Kanalfläche: Leitkurve ist eine Helix, mit erzeugenden Kugeln

Rohrfläche: Leitkurve ist eine Helix, mit erzeugenden Kugeln

Rohrfläche: Leitkurve ist eine Helix

Eine Kanalfläche ist die einhüllende Fläche einer Kugelschar, deren Mittelpunkte auf einer vorgegebenen Kurve, der Leitkurve oder Direktrix, liegen. Sind die Radien der Kugel konstant, so nennt man die Kanalfläche eine Rohrfläche. Einfache Beispiele sind
- Kreis-Zylinder (Rohrfläche, Leitkurve ist eine Gerade (Zylinderachse), Kugelradien sind konstant)
- Torus (Rohrfläche, Leitkurve ist ein Kreis, Kugelradien sind konstant)
- Kreis-Kegel (Kanalfläche, Leitkurve ist eine Gerade (Kegelachse), Kugelradien nicht konstant)
- Rotationsfläche (Kanalfläche, Leitkurve ist eine Gerade).

Kanalflächen spielen in der
- darstellenden Geometrie eine wichtige Rolle, da ihr Umriss bei einer senkrechten Parallelprojektion als Einhüllende von Kreisen konstruiert werden kann. Siehe Umrisskonstruktion.
- Technik eine wichtige Rolle als Übergangsflächen zwischen Zylindern.

## Einhüllende Fläche einer impliziten Flächenschar
Gegeben sei die Flächenschar
{\displaystyle \Phi _{c}:f({\mathbf {x} },c)=0,c\in [c_{1},c_{2}]}.
Die Schnittkurve zweier benachbarter Flächen {\displaystyle \Phi _{c}} und
{\displaystyle \Phi _{c+\Delta c}} erfüllt die Gleichungen
{\displaystyle f({\mathbf {x} },c)=0} und {\displaystyle f({\mathbf {x} },c+\Delta c)=0}.
Für den Grenzübergang {\displaystyle \Delta c\to 0} ergibt sich
{\displaystyle f_{c}({\mathbf {x} },c)=\lim _{\Delta \to \ 0}{\frac {f({\mathbf {x} },c)-f({\mathbf {x} },c+\Delta c)}{\Delta c}}=0}.
Die letzte Gleichung ist Grund für die folgende Definition
- Es sei {\displaystyle \Phi _{c}:f({\mathbf {x} },c)=0,c\in [c_{1},c_{2}]} eine 1-Parameter-Schar von regulären impliziten  {\displaystyle C^{2}} - Flächen ({\displaystyle f} ist wenigstens 2-mal stetig differenzierbar).

Die durch die beiden Gleichungen
- {\displaystyle f({\mathbf {x} },c)=0,\quad f_{c}({\mathbf {x} },c)=0}

definierte Fläche heißt die Einhüllende der gegebenen Flächenschar.

## Kanalfläche
Es sei {\displaystyle \Gamma :{\mathbf {x} }={\mathbf {c} }(u)=(a(u),b(u),c(u))^{\top }} eine reguläre Raumkurve und {\displaystyle r(t)} eine {\displaystyle C^{1}} -Funktion mit {\displaystyle r>0} und {\displaystyle |{\dot {r}}|<\|{\dot {\mathbf {c} }}\|}. Die letzte Bedingung bedeutet, dass die Kurve weniger stark gekrümmt ist als die zugehörige Kugel.
Die Einhüllende der einparametrigen Schar von Kugeln
{\displaystyle f({\mathbf {x} };u):={\big (}{\mathbf {x} }-{\mathbf {c} }(u){\big )}^{2}-r(u)^{2}=0}
heißt Kanalfläche und {\displaystyle \Gamma } ihre Leitkurve oder Direktrix. Falls die Radiusfunktion konstant ist, heißt die Kanalfläche Rohrfläche.

## Parameterdarstellung einer Kanalfläche

Rohr-Knoten

Kanalfläche: Dupinsche Zyklide

Die Einhüllenden-Bedingung obiger Kanalfläche
{\displaystyle f_{u}({\mathbf {x} },u):=2{\Big (}{\big (}{\mathbf {x} }-{\mathbf {c} }(u){\big )}{\dot {\mathbf {c} }}(u)-r(u){\dot {r}}(u){\Big )}=0},
ist für jeden Parameterwert {\displaystyle u} eine Ebenengleichung einer Ebene, die senkrecht zur Tangente
{\displaystyle {\dot {\mathbf {c} }}(u)} der Leitkurve ist. Also ist die Einhüllende die Vereinigung von Kreisen. Diese Beobachtung ist der Schlüssel zu einer Parameterdarstellung der Kanalfläche. Der Mittelpunkt des Kreises (für einen Parameter {\displaystyle u}) hat den Abstand
{\displaystyle d:={\frac {r{\dot {r}}}{\|{\dot {\mathbf {c} }}\|}}<r} (siehe obige Bedingung)
vom Kugelmittelpunkt und den Radius  {\displaystyle {\sqrt {r^{2}-d^{2}}}}.
- {\displaystyle {\mathbf {x} }={\mathbf {x} }(u,v):={\mathbf {c} }(u)-{\frac {r(u){\dot {r}}(u)}{\|{\dot {\mathbf {c} }}(u)\|^{2}}}{\dot {\mathbf {c} }}(u)+{\frac {r(u){\sqrt {\|{\dot {\mathbf {c} }}(u)\|^{2}-{\dot {r}}^{2}}}}{\|{\dot {\mathbf {c} }}(u)\|}}{\big (}{\mathbf {e} }_{1}(u)\cos(v)+{\mathbf {e} }_{2}(u)\sin(v){\big )},}

wobei die Vektoren {\displaystyle {\mathbf {e} }_{1},{\mathbf {e} }_{2}} zusammen mit dem Tangentenvektor {\displaystyle {\dot {\mathbf {c} }}} eine Orthonormalbasis bilden, ist eine Parameterdarstellung der Kanalfläche.
Für {\displaystyle {\dot {r}}=0} ergibt sich die Parameterdarstellung einer Rohrfläche:
- {\displaystyle {\mathbf {x} }={\mathbf {x} }(u,v):={\mathbf {c} }(u)+r{\big (}{\mathbf {e} }_{1}(u)\cos(v)+{\mathbf {e} }_{2}(u)\sin(v){\big )}.}

## Beispiele
a) Das erste Bild (von oben) zeigt eine Kanalfläche mit
1. der Helix (Schraublinie) {\displaystyle (\cos(u),\sin(u),0.25u),u\in [0,4]} als Leitkurve und
2. der Radiusfunktion {\displaystyle r(u):=0.2+0.8u/2\pi }.
3. Die Wahl für {\displaystyle {\mathbf {e} }_{1},{\mathbf {e} }_{2}} ist:

{\displaystyle {\mathbf {e} }_{1}:=({\dot {b}},-{\dot {a}},0)/\|\cdots \|,\ {\mathbf {e} }_{2}:=({\mathbf {e} }_{1}\times {\dot {\mathbf {c} }})/\|\cdots \|}.
b) Im zweiten Bild ist der Radius konstant:  {\displaystyle r(u):=0.2}, d. h. die Kanalfläche ist eine Rohrfläche.
c) Im dritten Bild hat die Rohrfläche aus b) Parameter {\displaystyle u\in [0,7.5]}.
d) Das vierte Bild zeigt einen Rohrknoten. Die Leitkurve verläuft auf einem Torus.
e) Das fünfte Bild zeigt eine Dupinsche Zyklide (Kanalfläche).
Bemerkung: Eine Böschungsfläche wird nach dem gleichen Prinzip erzeugt. Die erzeugenden Flächenscharen sind dort Kegel (Schüttkegel), deren Spitzen auf der Leitkurve liegen.